# Boloria selenis
Boloria selenis is een vlinder uit de familie Nymphalidae (Aurelia's), onderfamilie Heliconiinae. De wetenschappelijke naam is voor het eerst geldig gepubliceerd in 1837 door Eduard Friedrich Eversmann.
De soort komt voor in Europa.